# Pilotrichella subtenuis
Pilotrichella subtenuis là một loài Rêu trong họ Meteoriaceae. Loài này được (Müll. Hal.) Naveau & Dixon miêu tả khoa học đầu tiên năm 1929.